# Sinthiou Bamambé-Banadji
 (mars 2013).
Si vous disposez d'ouvrages ou d'articles de référence ou si vous connaissez des sites web de qualité traitant du thème abordé ici, merci de compléter l'article en donnant les références utiles à sa vérifiabilité et en les liant à la section « Notes et références ».
Sinthiou Bamambé-Banadji est une commune de l'est du Sénégal, située dans le département de Kanel et la région de Matam.
À proximité du fleuve Sénégal et de la frontière avec la Mauritanie, elle est traversée par la route nationale N2 qui relie Bakel à Matam (puis Saint-Louis).  
Réunissant deux villages, Sinthiou Bamambé et Banadji, la commune a été créée en juillet 2008.
Selon une source officielle, antérieure à la création de la commune, le village de Sinthiou Bamambé comptait 9 685 habitants et 980 ménages. Celui de Banadji en comptait respectivement 2 374 et 240.
Un fief d’Almamy et de célébrités
À l’époque de l’Almamat, Sinthiou Bamambé a eu à régner sur le Fouta. Et ces Almamy étaient des Tallacornabé. De cette période, subsistent encore quelques séquelles. Mais de ce patelin, sont également originaires de célèbres personnages dakarois.
Le président Mamadou Dia, feu le juge Kéba Mbaye, l'actuel ambassadeur du Sénégal au Japon " Son Excellence Cheikh Niang" , le lutteur « Boy Nar » et l’iconoclaste rappeur « Fou Malade »... Toutes ces célébrités, aussi différentes les unes des autres, ont un point commun : leurs familles sont originaires de Sinthiou Bamambé.
Si à Dakar, Malal Talla, alias « Fou malade », a les allures d’un saltimbanque qui a perdu le nord, loin de là cofondateur du mouvement « Y'en a marre » … Ici à Sinthiou il appartient à la famille des chefs.
Dans ce monde où les rôles au sein de la société sont répartis selon des schémas très conservateurs, la présence de “ Fou malade ” dans le milieu musical n’est pas bien acceptée de tous. “ Au Fouta, voir un Tallacornabé devenir musicien n’est pas évident ”, admet Ciré, le cousin du chanteur.
Une croyance bien répandue veut que les Talla soient les seuls à devoir administrer la localité. « Les autres grandes familles du village (les Sall, les Bâ, les Kane et les Niang) semblent avoir renoncé à court terme à toute velléité sur le pouvoir temporel. Mais des tentatives ont eu lieu dans le passé.
Le pouvoir religieux est cependant exercé au sein de ces grandes familles », indique Ousmane, un originaire de Sinthiou.
Toute personne qui se hasarderait à leur ravir la place, payerait cette outrecuidance au prix de sa vie. Vraie ou fausse, cette croyance a encore de beaux jours devant elle.
À la tête du village comme de la communauté rurale créée il y a 25 ans, c’est un Talla qui règne en maître incontesté. Tout a commencé ici, il y a bien longtemps lorsque les Sall et les Tchimbo qui en furent les premiers habitants s’y sont installés. Ils venaient de Goudoudé, situé non loin de Thilogne. Ce sont des "diarguas" ou des peuls réputés pour leurs savoirs mystiques et surtout leurs richesses. Ils s'installèrent compte tenu d'une vérité ancestrale : la pluie qui tombe sur le sol sablonneux (Séno ou Séno-paalel le village voisin) ruisselle sur le sol argileux ( ñaruwal qui le quartier phare pour l'actuelle commune) et se verse sur la grande rivière (caangol deyba). Ces chefs premiers habitants de Sinthioubamambé ont accueilli les tallacornabés et un pacte ancestrale les liait. Jusqu'à une certaine époque l'heureux élu (choisi après concertation des salsalbés et des ndongonabés) se fait couronner et une cérémonie d'enturbanisation par un tissu de choix à l'époque clôturait l' auguste assemblée.
Les chefs fondateurs de ce qui est aujourd'hui devenu une commune sont : Demba Hamadi Dadié Aly Thoiry Boukar Ely Banna, maitres incontestés du fouta-toro; Demba Moussa Bélal Alarba Yoro Ngourou  qui est le neveu du premier sus mentionné. Ils sont venus de Goudoudé s'installer avec familles, troubadours hommes de métiers et esclaves (la pratique prévalait à l'époque). Le  grand el haji Oumar Talla y fit une halte avec ses troupes et furent bien reçu et en contrepartie il lui prodigua des prières.
On peut alors situer la fondation du village aux alentours de 1820. 
Le lieu où ils choisirent de s’installer s’appelait windé banaadji au nord du village : un point d'arrêt pour les nomades Peuls dont la particularité était d’avoir beaucoup de bétail et de ne pas être des lettrés.
Ce n’est que par la suite que Thierno Baba Talla est arrivé de Tuldé Djingué situé non loin de Kaédi. Ce personnage, un érudit, venait combler un manque. Il commença à y enseigner le coran. C’était durant la période du règne du Satigui.
A windé banaadji au nord où il se rendit, il fut accueilli à bras ouverts. « Il a expliqué qu’il avait une grande famille et qu’il désirait un endroit où vivre et cultiver la terre », relate M. Talla, l’historien du village, frère du chef.
« Demba Hammadi Diadié » lui rendit une visite et lui fit des cadeaux qui siéent à son rang de grand Marabout. Il convainquit par la suite ses hôtes de lui laisser accueillir le Marabout et il bâtit  la première Mosquée. Ainsi, aurait débuté le règne des Talla, maitres spirituels  au début puis ils cédèrent ce privilège à la nouvelle famille maraboutique, les Niang venus du sud . D'ailleurs les deux marabouts qui font l'engouement pour un  pélérinage annuel sont Thierno Abdourahmane Sall de Banaadji et Thierno Djibrir Amadou 'Demba) Niang.
Si Sinthiou Bamambé est habité en majorité par des “ Torobés ” ou nobles, on y relève une forte communauté de « Niénios », notamment des “ Laobé ” (sculpteurs du bois) et des griots. Il se raconte même qu’il y en a à Sinthiou Bamambé plus qu’ailleurs.
Ce que ne dément pas Ciré Talla, un des habitants. C’est parce que l’Almamy était là que les griots et autres courtisans y étaient nombreux. Ils y sont demeurés, affirme M. Talla.
Aujourd’hui, les fastes de l’almamiat sont bien éloignés. Les habitants vivent de l’agriculture et de l’élevage, mais surtout des retombées de l’émigration.
Si la vie est plutôt paisible dans cette lointaine contrée sise à  755 kilomètres de Dakar via Saint-Louis,  les habitants n’en éprouvent pas moins quelques difficultés.
C’est le cas notamment du forage du village qui montre de réels signes d’essoufflement dans l’approvisionnement en eau.
Les difficultés sont telles que l’approvisionnement en eau est alterné. Une heure le matin, une autre l’après-midi. Bien qu’étant une sous-préfecture, le manque d’infrastructures d’accueil oblige le sous-préfet à résider à Kanel, distant d’une trentaine de kilomètres ; ce qui n’est pas pour plaire aux villageois.
Un village aux émigrés bien présents
La contribution des émigrés aux efforts de développement du terroir est visible partout dans le village. Rares sont les infrastructures dont la réalisation n’a pas bénéficié de leur soutien.
L’Association des émigrés de Sinthiou Bamambé ADESBA (Association pour le développement de Sinthiou Bamambé-Banadji) joue un rôle crucial dans le développement du village.
Cette association a été créée au début des années 70 de manière informelle mais le statut a été déposé en 1988.
Avec plus de 300 membres qui cotisent 15 euros (10 000 Fcfa) chacun, tous les six mois, nombreuses sont les infrastructures du village qui ont été érigées grâce aux contributions financières de cette structure. Les mois de janvier et juillet sont ainsi très attendus dans la vie de la localité.
Les réunions qui se tiennent à ces périodes sont en effet l’occasion de décider des cibles d’investissement. Collèges, bornes-fontaines, forages, mosquées, et une maternité qui a coûté 13 millions de Fcfa... Sans l’émigration, Sinthiou Bamambé ne serait certainement pas ce qu’elle est aujourd’hui. “ Nous avons beaucoup de millions en caisse ”, consent à lâcher Hamel Talla. 
Mais la volonté des émigrés d’aider au développement de leur village rencontre parfois des écueils liés à l’incompréhension entre les habitants. “ Notre plus grande difficulté, c’est la mésentente entre les quartiers ” , se plaint M. Talla. Il en a été ainsi lorsqu’il a fallu s’entendre sur le lieu devant abriter un collège d’enseignement moyen.
Que de dissensions entre certains villageois et le président de la Communauté rurale ! Quand ceux-là voulaient choisir tel endroit, d’autres ciblaient tel autre.
Depuis Janvier 2013, l'association ADESBA a décidé d'intégrer les enfants de la diaspora bien insérés dans la société afin de pouvoir piloter les projets de manière plus efficace.
A Sinthiou bamambé, la rivalité entre les deux grands quartiers, Niarouwal et Ngapougou, est une tare historique qui se transmet de génération en génération. Au grand dam de certaines urgences. La question du collège est enfin réglée.